# Chlamydomonas
Chlamydomonas é um gênero de algas verdes do qual fazem parte seres unicelulares flagelados usados como organismos modelos para a pesquisa em biologia molecular. Consiste em cerca de 150 espécies de flagelados unicelulares, encontrados em águas paradas e em solo húmido , em água doce, água do mar e até mesmo na neve como "algas da neve".  A sua reprodução acontece através do modo assexuado por fissão binária longitudinal.
As espécies incluem:
- Chlamydomonas reinhardtii
- Chlamydomonas caudata Wille
- Chlamydomonas moewusii
- Chlamydomonas nivalis